# Fiesta (album)
Fiesta kom 2006 och är det tredje albumet med malmöartisten Jonny Jakobsen och det första där han bär namnet Carlito.

## Låtlista
1. Carlito (¿Who's That Boy?)
2. Taco Boy
3. Poco Loco
4. Casa de Carlito
5. El Camino
6. Adios Amigo (My Endless Love)
7. Alarma Caramba!
8. I Like It
9. Vacaciones
10. My Salsa
11. Manana
12. Fiesta Night